# Hästholmens skjutplats
Hästholmens skjutplats var ett militärt övnings- och skjutfält i Stora Lund söder om tätorten Hästholmen, strax söder om Omberg på Vätterns östra strand och omkring cirka 60 km västsydväst om Linköping i Östergötlands län.

## Historik
Bakgrunden till att skjutfältet anordnades var att det från 1942 nybildade Östgöta luftvärnsregemente var i behov av en skjutplats. Den 14 november 1939 fastställdes bestämmelserna för skarpskjutningar med luftvärnspjäser vid Hästholmen. Under skjutningar åren 1939–1940 var personalen förlagda till flera platser inne i Hästholmens samhälle. Efter att andra världskriget tog slut, så kom endast de ordinarie värnpliktskullarna att utbildas vid skjutplatsen. År 1962 avvecklades Östgöta luftvärnsregemente och förvaltningen av skjutfältet överfördes till Svea artilleriregemente. Under 1970-talet utökades skjutplatsen genom ett markförvärv i fältets nordöstra hörn, vilket kom att utgöra grupperingsplats för artilleripjäser. På grund av OLLI-reformen, övergick förvaltningen över skjutplatsen den 1 juli 1975 till Livgrenadjärregementet. I samband med att samtliga förband i Linköpings garnison avvecklades genom försvarsbeslutet 1996, blev så även så skjutplatsen överflödig och kom därmed att avvecklas. Efter att skjutplatsen lämnades har det bland annat anlagts en golfbana i Ombergs golfbana regi på den före detta skjutplatsen. Befälsbarackerna, skjutsäkerhetstornet, branddammen och förrådet finns kvar, samt en minnessten som påminner om Östgöta luftvärnsregemente tid vid skjutplatsen.

## Verksamhet
Skjutfältet användes inledningsvis främst av luftvärnet. Från 1960-talet kom skjutplatsen att användas av Svea artilleriregemente, Svea trängregemente, Roslagens luftvärnsregemente, Östgöta flygflottilj, Flygvapnets basbefälsskola samt hemvärns- och driftvärnförband inom Östergötlands försvarsområde. Skjutningar genomfördes i huvudsak med eldhandvapen, luftvärnskanoner och pansarvärnskanoner. Skjutningar mot sjömål ca 1 200 meter från land förekom. Under juli månad var övningar med skarp ammunition ej tillåten, då det råder skjutförbud över Vättern.

### Stora Lund
Vid infarten till skjutplatsen ligger skjutfältets läger. Lägret omfattade kaserner, skolhus, sjukhus, militärrestaurang, förråd, pjäshall, garage, verkstad, smörj- och tvätthall, drivmedelsanläggning och ett skjutsäkerhetstorn. Hösten 1940 stod fyra förläggningsbaracker färdiga. Sommaren 1941 stod militärrestaurangen färdig och kunde utspisa 250 personer ut gången. Åren 1967—1969 renoverades kasernerna. I slutet av 1970-talet ansågs man att behöva utöka lägret med en smörj- och tvätthall, värmestuga, skjutbana, truppförråd, kontrollhall för fordon, varm- och kallgarage samt torkanläggning.